# Partido Morazanista de Liberación Nacional
El Partido Morazanista de Liberación Nacional (acortado como PMLN) fue un partido de izquierda en Honduras. El PMLN fue tuvo su ala armada, la cual fue el Frente Morazanista para la Liberación de Honduras. FMLH se había formado como una escisión del Partido Comunista de Honduras. El FMLH la organización político-militar clandestina. Sin embargo, el FMLH se encontraría principalmente en el exilio en la vecina Nicaragua. 

## Inicio
El ala armada, el Frente Morazanista para la Liberación de Honduras (FMLH), fue fundado el 16 de diciembre de 1979, esto con el fin de movilizar a las masas e imitar el ejemplo de la Revolución Sandinista. Esta organización nació como una escisión del Partido Comunista de Honduras, la cual buscaban una confrontación directa contra el estado hondureño. Según una fuente, el FMLH tenía 300 combatientes en su apogeo.
En una entrevista, el grupo mencionó que no se considera marxista-leninista, apegándose más al antiimperialismo y la liberación nacional.
En septiembre de 1992 el PMLN se unió a otros tres grupos para formar el Partido de Unificación Democrática.